# Systematische Heuristik
Systematische Heuristik gehörte in der DDR zum Forschungsbereich Philosophie und hatte zum Ziel, die technisch-wissenschaftliche Forschung zu rationalisieren. Die Systematische Heuristik ist ein Zeichen für die Hinwendung der Philosophie zur Methodologie. Sie wurde zunächst als Methode zur konstruktiven technologischen Entwicklungsarbeit entworfen und mit dem Anspruch ausgebaut, die gedankliche Bearbeitung der Problembearbeitungsprozesse zu effektiveren.

Struktur der Programmbibliothek der SH, 1970

Struktur der Programmbibliothek der SH, 1990

In der originalen Zusammenfassung von Jürgen Albrecht heißt es:

„Die Systematische Heuristik ist eine Technologie der geistigen Arbeit. Sie ist ein Methodensystem zur Bewältigung von Problemlösungsprozessen aus den Bereichen Naturwissenschaft und Technik. Das Prinzip der Systematischen Heuristik besteht darin, wiederkehrende Problemklassen mit Methoden zu bearbeiten, die sich in der Vergangenheit als effektiv erwiesen haben. Diese Methoden werden Programme genannt und in einer Programmbibliothek zur Wiederverwendung bereitgestellt. Das Verfahren der Problemlösung wird durch das Oberprogramm der Systematischen Heuristik vorgeschrieben und für die jeweilige Aufgabe spezifiziert. Die systemtheoretische Arbeitsweise regelt die Arbeitsmethoden und den Begriffsapparat der Systematischen Heuristik.“

## Historischer Abriss
Von 1964 bis 1966 analysierte Johannes Müller das methodische Vorgehen von Naturwissenschaftlern und Ingenieuren an der Technischen Hochschule Karl-Marx-Stadt (Chemnitz). Diese Arbeiten gingen in seine Habilitationsschrift (1966) ein. Darauf aufbauend entwickelte er 1967 das Konzept der „Systematischen Heuristik“ und leitete ab 1968 die Arbeitsgruppe „Methodologie der Technischen Wissenschaften“ an der TH Karl-Marx-Stadt. Im Zuge dieser Arbeiten wurde er in der Hochschule der „Entideologisierung der marxistisch-leninistischen Philosophie“ verdächtigt. In Bärenstein (Erzgebirge) fanden 1967 bis 1973 Lehrgänge zur Systematischen Heuristik für Forscher und Entwickler großer Industriebetriebe der DDR statt. Träger dieser Veranstaltungen war die TH Karl-Marx-Stadt.
Durch direkte Intervention von Walter Ulbricht wurde die Systematische Heuristik 1969 institutionalisiert. Die Arbeitsgruppe Methodologie wurde im Herbst des Jahres in die Abteilung der Systematischen Heuristik eingegliedert und war damit nicht mehr Teil der TH Karl-Marx-Stadt. Die Abteilung SH, Sitz Karl-Marx-Stadt, wurde Teil der Akademie für marxistisch-leninistische Organisationswissenschaft (Akademie MLO, Berlin). Die Abteilung SH arbeitete unter Leitung von Johannes Müller mit 25 aus Universitäten, Technischen Hochschulen und der DDR-Industrie stammenden Naturwissenschaftlern und Ingenieuren. Ihre Aufgabe bestand darin, die Systematische Heuristik in vier Großforschungszentren der DDR einzuführen, den Wirkungsgrad der wissenschaftlichen Arbeit zu erhöhen sowie Mitarbeiter in Forschung und Entwicklung methodisch zu schulen.
Unter Anleitung der Mitarbeiter der Abteilung SH wurde von 1969 bis 1972 die Systematische Heuristik erfolgreich bei zahlreichen Entwicklungsprojekten des Maschinenbaus, der Chemieindustrie (Leuna und Schwedt) und der Elektronik (Robotron) praktisch angewandt. Das Zentralinstitut für Schweißtechnik in Halle/Saale (ZIS, geleitet von Werner Gilde) war für Johannes Müller ein methodologisches 'Versuchsfeld', das er bis 1986 betreute. Die methodischen Erfahrungen wurden dokumentiert und für die Detaillierung der Programmbibliothek der Systematischen Heuristik genutzt.
Nach dem VIII. Parteitag der SED 1971 entschied das Politbüro der SED im Oktober, die Akademie MLO und mit ihr die Abteilungen SH und Operation Research aufzulösen. Walter Ulbricht wurde im Mai 1971 durch Erich Honecker abgelöst. Jetzt setzte sich Kurt Hager (Ideologie) gegen Günter Mittag (Wirtschaft) durch. Die Abteilung Systematische Heuristik wurde Ende Februar 1972 durch die SED für aufgelöst erklärt. Gleichzeitig schrieben die Mitarbeiter der Abteilung SH ihr angesammeltes Wissen in der dritten Auflage der Programmbibliothek nieder. Die Portierung der Programmbibliothek der Systematischen Heuristik auf Computer konnte nicht begonnen werden.

Programm A2 – Präzisierung von Aufgabenstellungen

Oberprogramm der Systematischen Heuristik

## Bestandteile der Systematischen Heuristik
Die Systematische Heuristik besteht aus einer Programmbibliothek, dem Oberprogramm und der Systemwissenschaftlichen Arbeitsweise (SWAW).
In der Programmbibliothek werden die heuristischen Verfahren (Programme) gesammelt und zur Wiederverwendung bereitgestellt, die sich in vorangegangenen Problemlösungsprozessen als effektiv erwiesen haben. Das Bild „Struktur 1970“ zeigt die Struktur der Programmbibliothek der Systematischen Heuristik im Jahr 1970. Mit dieser Programmbibliothek erfolgte die industrielle Erprobung und Anwendung der Systematischen Heuristik in den Jahren 1968 bis 1972.
Das Bild „Struktur 1990“ zeigt die erweiterte Struktur der Programmbibliothek, die Johannes Müller in seiner Monografie beschreibt. Sie wurde bisher nicht realisiert, obwohl damit jedes CAD-System effektiver arbeiten würde. Eine detaillierte Analyse der methodologischen Bedeutung der Systematischen Heuristik für die heutige Konstruktionswissenschaft existiert nicht.
Heuristische Programme sind methodische Arbeitsanleitungen. Sie sind, abhängig von ihrer Fachspezifik, mehr oder weniger universell einsetzbar. Das Bild „Präzisierung“ zeigt als Beispiel das Programm A2, Präzisierung von Aufgabenstellungen. Dieses heuristische Programm erweist sich als außerordentlich nützlich, wenn man damit einen beliebigen Problemlösungsprozesses beginnt. A2 ist eines der wirkungsvollsten Programme der Systematischen Heuristik.
Das Oberprogramm der Systematischen Heuristik (Bild „Oberprogramm“) stellt das Arbeitsregime dar, das Voraussetzung für den effektiven Einsatz der Systematischen Heuristik ist. Es beschreibt den prinzipiellen Problemlösungsprozess, der in jeder Forschungsabteilung abläuft. Entscheidend aber sind bei Anwendung der Systematischen Heuristik vor Beginn der eigentlichen Arbeit die Präzisierung der Aufgabenstellung, die methodische Berücksichtigung der Schicht- und Schrittübergänge, die ständige Abfrage der Informationsspeicher und die nach Abschluss der Arbeiten erforderliche Analyse des methodischen Gewinns. Er erweitert in Form neuer, u. U. sehr spezifischer Programme die Programmbibliothek.
Die systemwissenschaftliche Arbeitsweise (SWAW) ist Bestandteil des Arbeitsregimes der Systematischen Heuristik (s. Oberprogramm). Sie legt fest, dass im Problemlösungsprozess alle Verfahren, Darstellungs- und Arbeitsmittel sowie die Begriffe der Systemtechnik angewendet werden. Jedes Problem wird als System und jeder Problemlösungsprozess wird als Verfahren innerhalb eines Systems aufgefasst. Neu eingeführt in dieses Systemdenken wurde von der Systematischen Heuristik der Schicht- und Schrittübergang. Er ist methodisch von ganz wesentlicher Bedeutung und besitzt auch eine philosophische Komponente.

## Erfahrungen und Erkenntnisse
Im Verlauf der Ausarbeitung und Anwendung der Systematischen Heuristik wurden in den vergangenen Jahrzehnten wesentliche Erkenntnisse und Einsichten über das menschliche Denken gewonnen:
Die Kompetenz sowie letztlich das Ergebnis eines Problemlösers hängen erheblich davon ab, wie weit er über Methoden und mentale Strukturen verfügt, die invariant – wenn auch flexibel – auf umfangreiche Klassen von Aufgabenstellungen seines Berufes anwendbar sind. Sie gewährleisten schnellen Durchblick und ermöglichen die Umsetzung seines Erfahrungs- und Wissensschatzes.
Nach allen Beobachtungen erwirbt, speichert und verwaltet aber ein Ingenieur solche Strukturen unbewusst, und er setzt sie im Normalbetrieb auch unbewusst ein, um seinen Arbeitsprozess zu planen und zu steuern. Erst wenn seine fachliche und methodische Kompetenz überschritten wird, schaltet er von Normalbetrieb auf Rationalbetrieb um und entwickelt bewusst neue Verfahren und Methoden.
Mit der Anwendung der Systematischen Heuristik in der DDR-Industrie konnte nachgewiesen werden: Wenn Forscher und Entwickler durch ein besonderes Arbeitsregime und zusätzlich angeleitet durch Methodik-Spezialisten mit der Systematischen Heuristik arbeiten, sind sie tatsächlich effektiver als vorher. Allerdings vermeiden sie so lange wie nur irgend möglich den Rationalbetrieb, weil er einen deutlich höheren mentalen Aufwand erfordert, als für den Normalbetrieb nötig ist. Beispielsweise durch Erfinderschulen können einzelne Problemlöser ohne umfangreiche Organisation qualifiziert werden. Mit der komplexen Systematischen Heuristik werden dagegen die größten Effekte erreicht, wenn das Oberprogramm der SH und die systemwissenschaftliche Arbeitsweise (SWAW) in großen Forschungsbereichen eingeführt wird.